# Municipio de Spring Creek (condado de Phelps)
El municipio de Spring Creek (en inglés: Spring Creek Township) es un municipio ubicado en el condado de Phelps en el estado estadounidense de Misuri. En el año 2010 tenía una población de 2112 habitantes y una densidad poblacional de 5,11 personas por km².

## Geografía
El municipio de Spring Creek se encuentra ubicado en las coordenadas 37°41′33″N 91°55′27″O / 37.69250, -91.92417. Según la Oficina del Censo de los Estados Unidos, el municipio tiene una superficie total de 413.51 km², de la cual 413.13 km² corresponden a tierra firme y (0.09%) 0.38 km² es agua.

## Demografía
Según el censo de 2010, había 2112 personas residiendo en el municipio de Spring Creek. La densidad de población era de 5,11 hab./km². De los 2112 habitantes, el municipio de Spring Creek estaba compuesto por el 95.17% blancos, el 0.33% eran afroamericanos, el 1.37% eran amerindios, el 0.43% eran asiáticos, el 0.05% eran isleños del Pacífico, el 0.19% eran de otras razas y el 2.46% pertenecían a dos o más razas. Del total de la población el 1.33% eran hispanos o latinos de cualquier raza.